# Mohrennonne
Die Mohrennonne (Lonchura nigerrima), auch Schwarze Nonne genannt, ist eine Art aus der Familie der Prachtfinken. Der Artstatus ist umstritten. Sie wird gelegentlich als Unterart der Hunsteinnonne oder als nordwestlicher Vertreter der Forbesnonne eingeordnet. Trotz des kleinen Verbreitungsgebietes wird diese Art von der IUCN als nicht gefährdet eingestuft.

## Beschreibung
Die Mohrennonne erreicht eine Körperlänge von etwa zehn Zentimeter. Sie ähnelt der Hadesnonne, ist aber kleiner als diese. Der Sexualdimorphismus ist nur gering ausgeprägt.
Die Schwingen der Mohrennonne sind schwarzbraun, die Oberschwanzdecken sowie die Säume der Schwanzfedern sind goldbraun. Die Flügelunterseiten sind bräunlich isabellfarben. Das übrige Gefieder ist glänzend schwarz. Der Schnabel ist schwärzlich und hellt an der Basis zu einem blaugrau auf. Die Augen sind dunkelbraun, die Füße und Läufe sind dunkel schiefergrau.
Die Mohrennonne kommt ausschließlich auf der Insel Neuhannover im Bismarck-Archipel vor. Freilandbeobachtungen liegen für diese Art bislang nicht vor, in ihrer Lebensweise dürfte sie jedoch Hunsteinnonne, Forbesnonne und Hadesnonne ähneln.

## Haltung
Die Mohrennonne wurde bislang noch nicht lebend nach Europa eingeführt. Bei den Vögeln, die um 1980 in der Schweiz als diese Art angeboten wurden, handelte es sich um Hadesnonnen.

## Belege

### Einzelbelege
1. ↑   Nicolai et al., S. 272
2. ↑   BirdLife Species Factsheet, aufgerufen am 4. Juli 2010
3. ↑   Nicolai et al., S. 273